# Christian Schebitz
Christian Schebitz es un deportista alemán que compitió para la RFA en bobsleigh. Ganó una medalla de oro en el Campeonato Europeo de Bobsleigh de 1988, en la prueba cuádruple.

## Palmarés internacional
| Campeonato Europeo | Campeonato Europeo    | Campeonato Europeo | Campeonato Europeo |
| Año                | Lugar                 | Medalla            | Prueba             |
| ------------------ | --------------------- | ------------------ | ------------------ |
| 1988               | Sarajevo (Yugoslavia) | Medalla de oro     | Cuádruple          |